# Achsenmächte

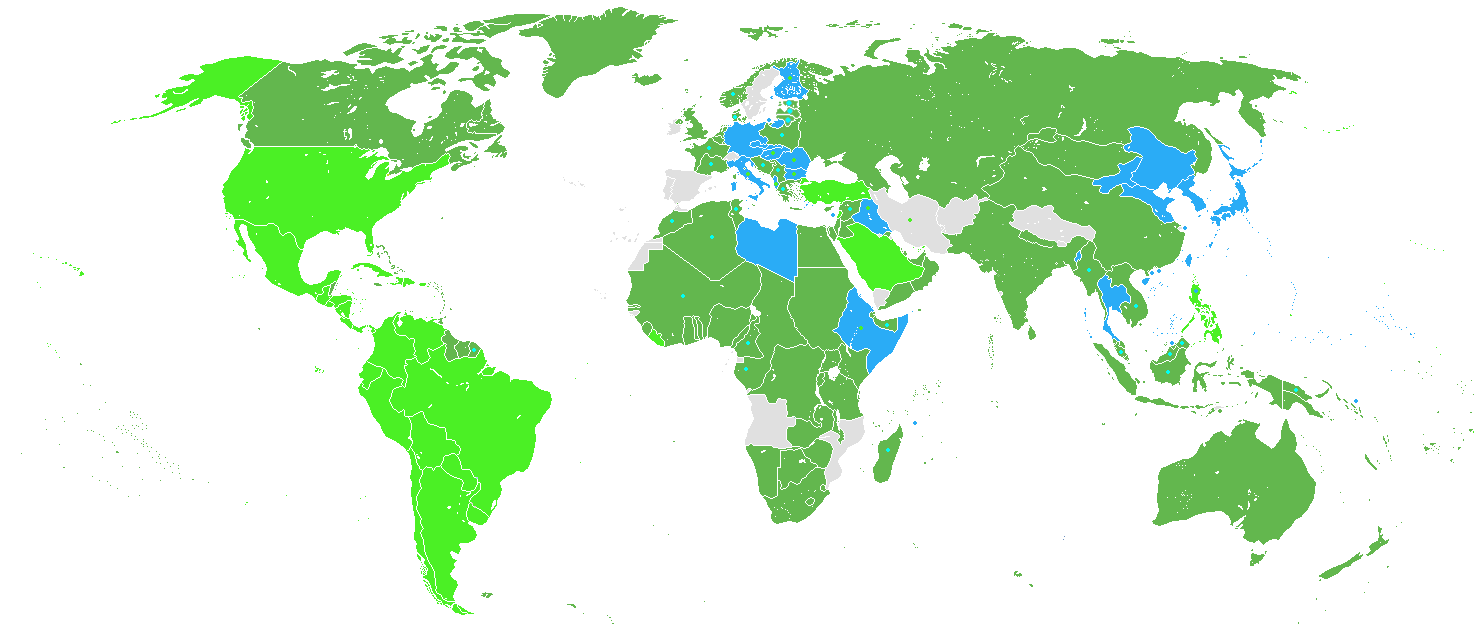
Weltkarte mit den am Zweiten Weltkrieg beteiligten Staaten
Achsenmächte
Alliierte (und ihre Kolonien)
Weitere/neue Alliierte nach dem Angriff auf Pearl Harbor
Neutrale Staaten und Territorien

Die Monatszeitschrift Berlin Rom Tokio erschien von 1939 bis 1944

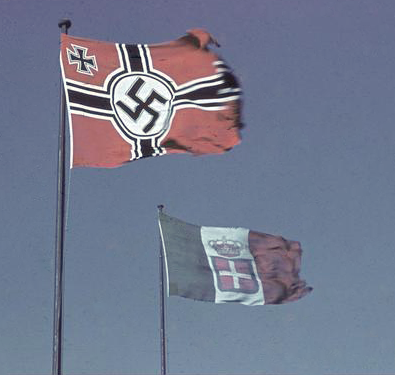
Deutsche Reichskriegsflagge (Verwendung während der Zeit des Nationalsozialismus) und italienische Dienstflagge auf einem Botschaftsgebäude in Rom wehend, Juni 1943

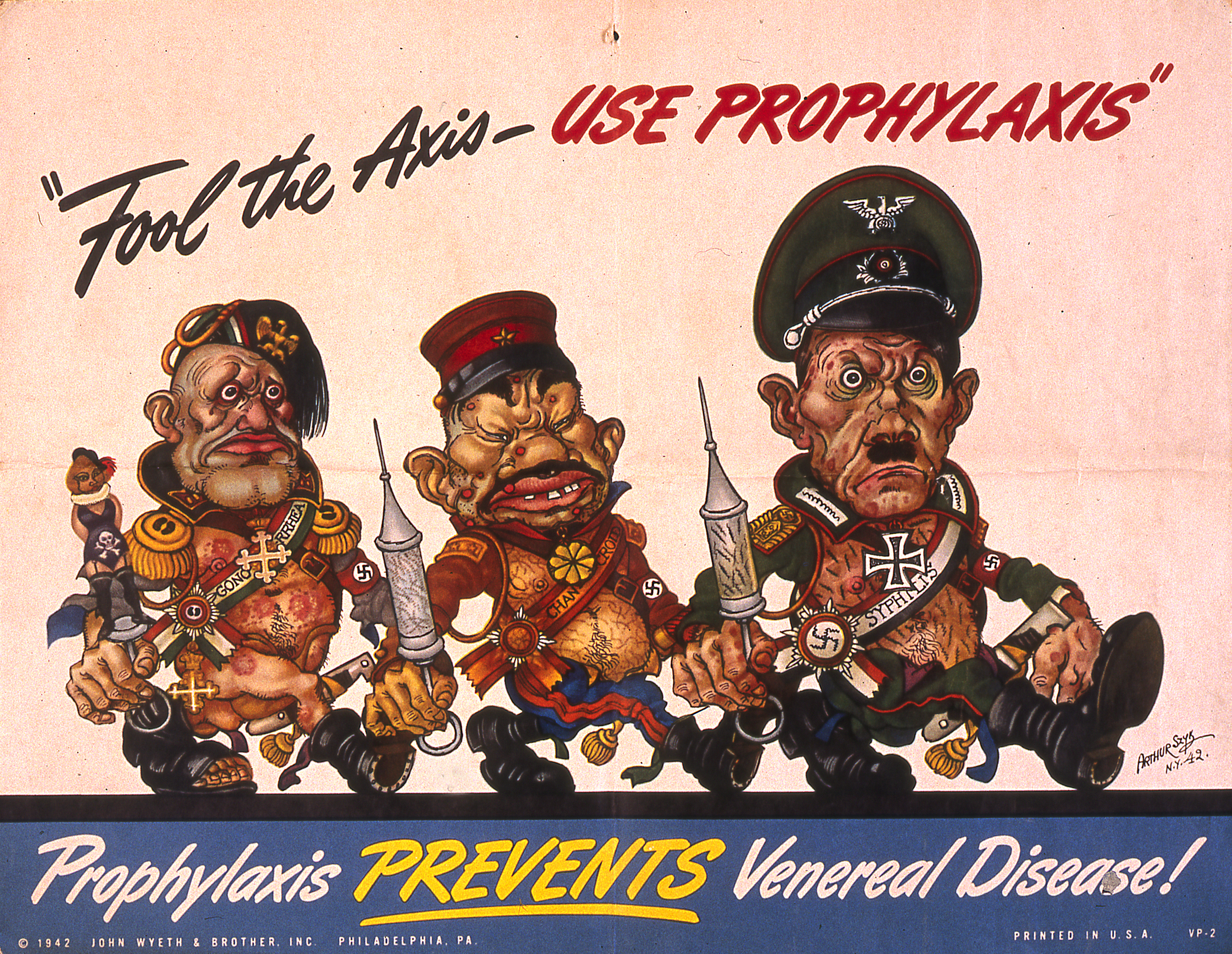
Fool the Axis – use prophylaxis („Prellt die Achse – benutzt Prophylaxe“). Amerikanisches Poster von Arthur Szyk aus dem Jahr 1943, das Truppenangehörige vor sexuell übertragbaren Erkrankungen warnt. Dargestellt sind Benito Mussolini, Tōjō Hideki und Adolf Hitler.

Als Achsenmächte bezeichnet man zunächst die Mächte der „Achse Berlin–Rom“ – eine Bezeichnung, die auf eine Absprache zwischen Adolf Hitler und Benito Mussolini am 25. Oktober 1936 zurückgeht. Sie begründete eine Zusammenarbeit zwischen dem NS-Staat und dem faschistischen Italien. Die Kapitulation Italiens 1943 beendete diese Zusammenarbeit. Im Zusammenhang des Zweiten Weltkriegs verstand man unter den „Achsenmächten“ das Deutsche Reich und seine Bündnispartner Italien und Japan. Auf dem Höhepunkt ihrer Macht beherrschten die Achsenmächte und ihre Verbündeten große Teile Europas, Nordafrikas, Ostasiens und des Westpazifiks.
Die Kriegsgegner dieses Bündnisses werden als die Alliierten unter den kriegführenden Staaten des Zweiten Weltkriegs bezeichnet, die damals global agierende Kriegskoalition trat als Anti-Hitler-Koalition auf.
Im November 1936 gelang es dem Deutschen Reich, Japan mit dem Antikominternpakt als weiteren Verbündeten zu gewinnen. Italien trat ihm im November 1937 bei. Die „Achse Berlin–Rom“ wurde durch den Stahlpakt (1939) auch zum förmlichen Bündnis. Seit dem Abschluss des auf Initiative Hitlers geschlossenen Dreimächtepakts (1940) zwischen dem Deutschen Reich, dem Kaiserreich Japan und dem Königreich Italien wurde – auch von den Vertragspartnern – von der „Achse Berlin–Rom–Tokio“ gesprochen.
Vom Auswärtigen Amt wurde von 1939 bis 1944 die aufwendig gestaltete und zweisprachig (deutsch/italienisch) erscheinende propagandistische Zeitschrift Berlin Rom Tokio herausgegeben, die der Zusammenarbeit dieser drei Staaten publizistischen Ausdruck gab.

## Ursprung

### Freundschaftsvertrag Berlin–Rom (1936)

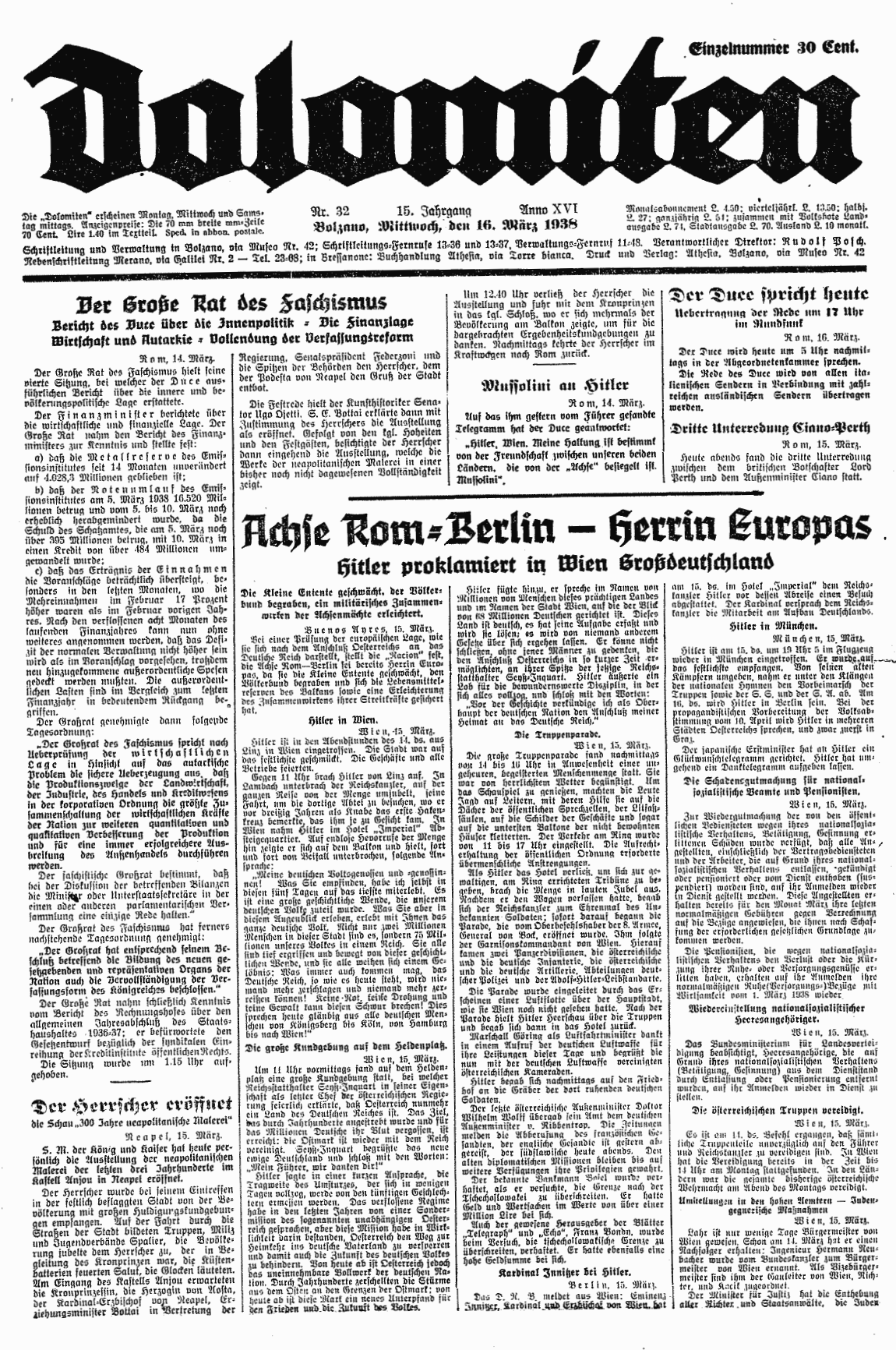
Die Achse Rom–Berlin als „Herrin Europas“, Schlagzeile der Dolomiten vom 16. März 1938 unter dem Eindruck des österreichischen „Anschlusses“

Die Bezeichnung Achsenmächte geht auf eine Rede Benito Mussolinis am 1. November 1936 zurück, worin er von einer „Achse Berlin–Rom“ sprach, der am 25. Oktober 1936 ein geheimer Freundschaftsvertrag zwischen Italien und dem Deutschen Reich vorausgegangen war. Mussolini erklärte, dass die beiden Länder eine „Achse“ bilden würden, um welche sich die anderen europäischen Staaten drehen würden.
Geschlossen wurde dieses Abkommen, als das faschistische Italien – Deutschland ursprünglich keineswegs freundlich gesinnt – sich aufgrund des Äthiopienkriegs der Kritik des Völkerbundes ausgesetzt sah, von Deutschland jedoch Beistand erhielt (der Zusammenschluss Italiens mit Großbritannien und Frankreich von Stresa im April 1935 hatten nur zwei Monate gehalten).
Der Historiker Karsten Krieger glaubt, dass Hitler mit dem „Achsen“-Bündnis bezweckte, Großbritannien zu einer Annäherung an das Deutsche Reich zu bewegen, während Mussolini damit das Gegenteil beabsichtigt habe: Er habe die Achse abgeschlossen, um eine solche engere deutsch-britische Zusammenarbeit zu verhindern, die den italienischen Interessen in Afrika im Wege stehen konnte. Laut dem Historiker Klaus Hildebrand hatte die Achse „Aushilfs-, ja Ersatzcharakter“ in Bezug auf das ursprünglich von Hitler angestrebte antikommunistische Bündnis mit Großbritannien.

### „Stahlpakt“ Berlin–Rom (1939)

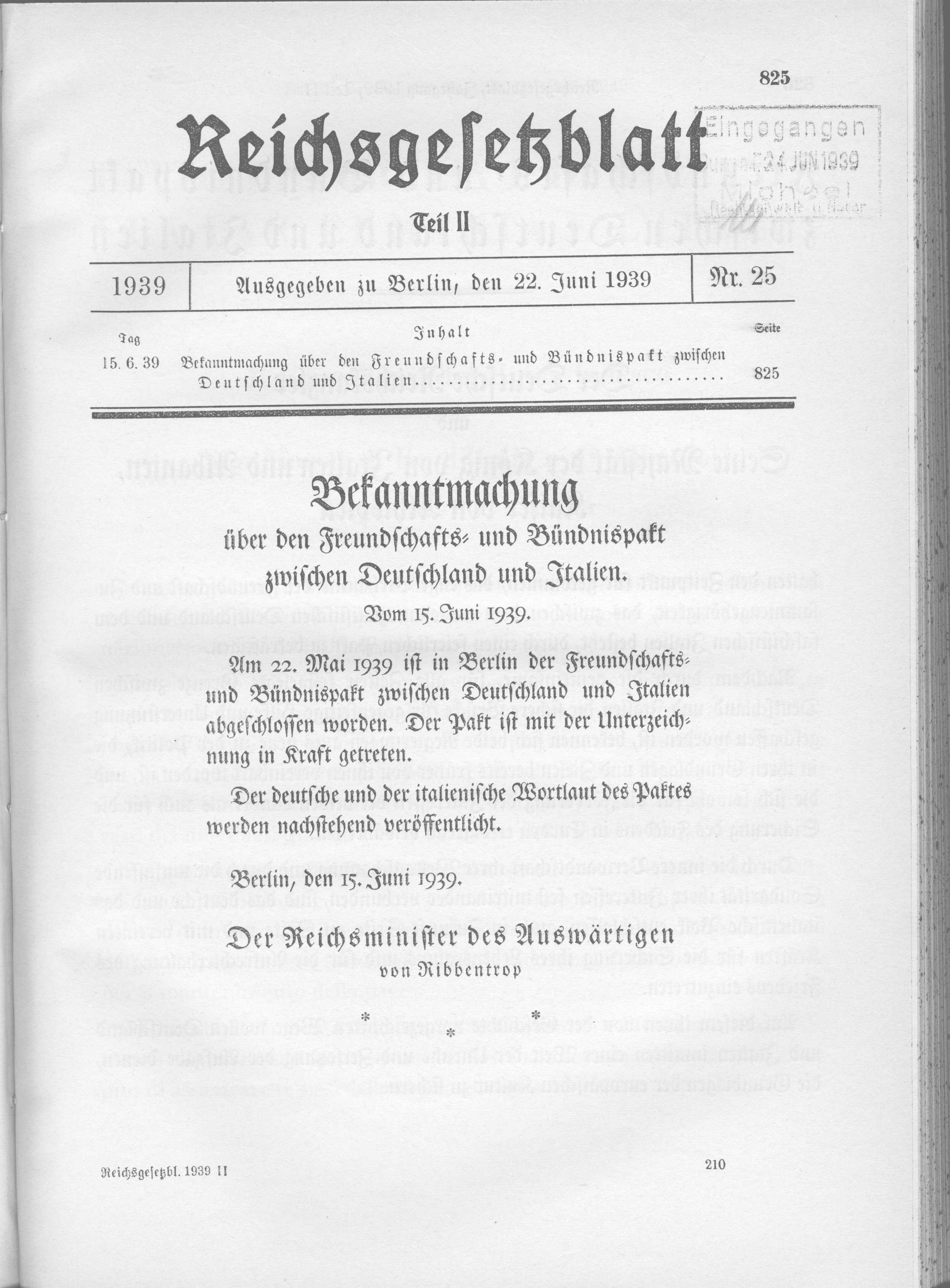
Bekanntmachung über den Freundschafts- und Bündnispakt zwischen Deutschland und Italien vom 15. Juni 1939 im Reichsgesetzblatt

Die Achse war in erster Linie ein Element der Propaganda beider Länder. Auch nachdem sie mit dem Stahlpakt zu einem Militärbündnis ausgeweitet worden war, kam es kaum zu einer konkreten Zusammenarbeit. Er wurde in Form eines Freundschafts- und Bündnisvertrages von den Außenministern beider Länder, Joachim von Ribbentrop und Galeazzo Ciano, im Beisein Hitlers am 22. Mai 1939 in Berlin unterzeichnet.
In der Praxis zeigte sich bald, dass die militärische und rüstungspolitische Zusammenarbeit zwischen Berlin und Rom trotz des Paktes von einem Konkurrenzverhältnis geprägt war – was die Forschung unter dem Schlagwort „Kooperation als Machtkampf“ zusammengefasst hat. Nach dem italienischen Kriegseintritt, als das Bündnis sich im Krieg bewähren musste, wurde rasch deutlich, dass es den Achsenpartnern nicht gelang, effektiv zusammenzuarbeiten:
„Italienische Wünsche und deutsche Hilfsangebote griffen selten ineinander. Es gelang nicht, die potentielle Kraft, welche die Koalition im Grunde bot, zum Einsatz zu bringen. Mythos und Realität des Bündnisses klafften radikal auseinander. Mit den italienischen Niederlagen drängten sich diese Mängel zunehmend in den Vordergrund. Die Sachzwänge des Koalitionskrieges brachten es mit sich, dass der vielfach beschworene Zusammenhalt des Bündnisses einerseits zusehends an Substanz verlor, während Deutschland und Italien auf der anderen Seite de facto zu einer ‚vermeintlich alternativlosen Notgemeinschaft‘ zusammenwuchsen. Das ineffektive Angebot- und Nachfragespiel des Herbst 1940, in welchem die Koalitionspartner stets die Unterstützung boten oder forderten, die nicht gefragt oder genehmigt wurde, ist beispielhaft für das gegenseitige Misstrauen und die blockierte Zusammenarbeit innerhalb der ‚Achse‘.“

## Dreimächtepakt (1940)
Am 27. September 1940 schlossen die Achsenmächte den Dreimächtepakt:
| Die drei Hauptachsenmächte | Die drei Hauptachsenmächte | Die drei Hauptachsenmächte | Die drei Hauptachsenmächte | Die drei Hauptachsenmächte | Die drei Hauptachsenmächte | Die drei Hauptachsenmächte |
| -------------------------- | -------------------------- | -------------------------- | -------------------------- | -------------------------- | -------------------------- | -------------------------- |
| Land                       | Staatsflagge               | Staatswappen               | Hauptstadt                 | Regierungschef             | Staatsoberhaupt            |                            |
| Deutsches Reich            |                            |                            | Berlin                     | Adolf Hitler               | Adolf Hitler               |                            |
| Königreich Italien         |                            |                            | Rom                        | Benito Mussolini           | König Viktor Emanuel III.  |                            |
| Japanisches Kaiserreich    |                            |                            | Tokio                      | Konoe Fumimaro             | Kaiser Hirohito            |                            |

- Das Deutsche Reich unter seinem „Führer“ Adolf Hitler und während der letzten Kriegstage unter Reichspräsident Karl Dönitz;
- Italien, zunächst als korporativ verfasstes nationalistisches Königreich Italien (1922–1943), danach als Republik von Salò unter „Il Duce“ Benito Mussolini – bis zu seinem Sturz im Juli 1943 regierte er im Namen Königs Viktor Emanuel III. (der Mussolini-treue König entließ den Duce und ließ ihn verhaften, sein Nachfolger wurde Pietro Badoglio). Am 13. Oktober 1943 trat das übrige Italien mit der Kriegserklärung an das Deutsche Reich auf Seiten der Anti-Hitler-Koalition dem Krieg wieder bei.
- das Japanische Kaiserreich unter Kaiser Hirohito und den Premierministern Konoe Fumimaro, Tōjō Hideki und während der letzten Kriegstage Koiso Kuniaki und Suzuki Kantarō.

Kurzzeitig erhielt der Vorname Roberto eine neue Bedeutung als Akronym von Rom-Berlin-Tokio. Zuletzt betonten Achsenvertreter damit am 16. Januar 1942 ihre Partnerschaft und prägten diese Losung.
Im Selbstverständnis von US-Präsident Franklin D. Roosevelt handelte es sich bei der Auseinandersetzung mit den Achsenmächten Deutschland, Italien und Japan nicht nur um einen Konflikt zwischen den „Habenden“ (beati possidentes) und den drei weltpolitischen und kolonialen „Habenichtsen“. Für ihn war es ein „epochaler Kampf um die zukünftige Gestalt der Welt zwischen Aggressoren und friedlichen Nationen, zwischen liberaler Demokratie und Faschismus […], zwischen Gut und Böse“, um sowohl die „Neuen Ordnungen“ in Europa und Asien zu zerstören als auch die USA als zukünftige Weltmacht zu positionieren.

## Verbündete der „Achse“
Länder, die sich im Dreimächtepakt mit dem nationalsozialistischen Deutschland verbündeten, gelten als Verbündete der „Achse“. Diesem Vertrag zwischen den Achsenmächten Deutschland, Italien und Japan vom September 1940 schlossen sich kurz darauf eine Reihe weiterer europäischer Länder an. Ungarn, Rumänien und die Slowakei traten noch 1940 bei, Bulgarien 1941. Jugoslawien unterzeichnete zwar am 25. März 1941 den Dreimächtepakt, ratifizierte diesen aber nach dem Staatsstreich vom 27. März nicht und wurde im Balkanfeldzug von den Achsenmächten zerschlagen. Der daraufhin gebildete Unabhängige Staat Kroatien trat im Juni 1941 dem Pakt bei. Während des Zweiten Weltkriegs war Achsenmächte die Bezeichnung für alle mit dem Deutschen Reich verbündeten Staaten.

### Kroatien
Auch der „Unabhängige Staat Kroatien“ (NDH-Staat), ein nominell unabhängiger Vasallenstaat, der nach der deutschen Eroberung und Aufteilung Jugoslawiens entstanden war, galt als Mitglied der „Achse“. Kroatien war Mitglied des Antikominternpakts und befand sich bis zum Kriegsende am 8. Mai 1945 mit Deutschland in einem umfassenden Militärbündnis.

### Thailand
Thailand trat dem Dreimächtepakt zwar nicht bei, schloss aber nach der japanischen Invasion im Dezember 1941 ein militärisches Bündnis mit Japan und erklärte den USA und Großbritannien 1942 den Krieg.

### Finnland
Die Finnen bezeichnen sich ungern als ehemalige Verbündete des Deutschen Reichs. Vielmehr wollen sie als „gleichzeitig kriegführender Staat“ gesehen werden. Finnland beteiligte sich am deutschen Überfall auf die Sowjetunion. Finnisches Territorium durfte von der Wehrmacht als Aufmarschgebiet genutzt werden und die finnische Armee wurde gegen die sowjetischen Truppen mobilgemacht. Der Name dieses sogenannten Fortsetzungskriegs spielt auf den finnisch-sowjetischen Winterkrieg an.
Finnland wollte im Fortsetzungskrieg die im vorangegangenen Winterkrieg verlorenen Territorien zurückgewinnen und auch Ost-Karelien erobern. Die Bombardierung finnischer Städte durch sowjetische Streitkräfte diente dann am 25. Juni 1941 als Begründung für die finnische Kriegserklärung und den Beginn der finnischen Offensive. Großbritannien erklärte Finnland nach wiederholten Ersuchen, die feindlichen Aktivitäten gegen die Sowjetunion einzustellen, am 6. Dezember 1941 ebenfalls den Krieg.
Finnland schloss sich nie dem Dreimächtepakt an, unterzeichnete 1941 allerdings den Antikominternpakt. Finnland lehnte es ab, seine Streitkräfte unter das Kommando eines gemeinsamen deutsch-finnischen Hauptquartiers zu stellen und bewahrte seine operative Unabhängigkeit. So wurde etwa die Teilnahme an der Leningrader Blockade und am Angriff auf die Murmanskbahn bei Louhi verweigert.
Mit dem insgesamt sechs Wochen währenden Ryti-Ribbentrop-Vertrag wandelte sich das Verhältnis zu einem formalen Militärbündnis, welches als deutsche Bedingung für die Gewährung dringend benötigter Waffen- und Luftunterstützung geschlossen wurde, als sich Finnland bei der Großoffensive der Roten Armee mit der Gefahr einer vollständigen sowjetischen Besetzung konfrontiert sah. Nachdem die Offensive mit Hilfe der deutschen Waffenlieferungen abgewehrt war, wechselte Finnland 1944 zu den Alliierten und ging unter sowjetischem Druck im Lapplandkrieg zum Angriff auf deutsche Streitkräfte über. Präsident Risto Ryti, der sein persönliches Ehrenwort für die Einhaltung des Bündnisses gegeben hatte, trat daraufhin von seinem Amt zurück. Sein Nachfolger im Amt, Präsident Mannerheim, erklärte Rytis Abkommen mit den Deutschen für nichtig. Nach Kriegsende drängte die Sowjetunion auf ein Gerichtsverfahren gegen Ryti und einige seiner Kabinettsmitglieder. In dem umstrittenen Prozess über eine ex-post-facto-Bestrafung wurde Ryti schließlich zu einer Gefängnisstrafe von zehn Jahren verurteilt.

## Von Deutschland abhängige oder kontrollierte Länder (Auswahl)

### Königreich Belgien
Nach den Erfahrungen der deutschen Besatzung, die Belgien im Ersten Weltkrieg über sich ergehen lassen musste, war die gesamte Nation beim Gedanken an eine zweite deutsche Besatzung entsetzt, insbesondere, da die belgische Delegation bei der Pariser Friedenskonferenz 1919 wenig Einfluss hatte – auch wenn Belgien bei den Reparationen keineswegs zu kurz gekommen war. Mehr aus diesem Grund als aus politischen Erwägungen heraus war Belgien den Achsenmächten wenig freundlich gesinnt, obwohl sich später Tausende Belgier (sowohl Flamen als auch Wallonen) der Waffen-SS unter dem berüchtigten belgischen Faschisten Léon Degrelle freiwillig anschlossen.
Nachdem die Deutschen Belgien 1940 tatsächlich erneut besetzten, erlebten die niederländisch-sprachigen Flamen von den Deutschen eine gewisse Bevorzugung gegenüber den frankophonen Wallonen. Nach der deutschen Invasion der Sowjetunion erhielten flämische Freiwillige die Erlaubnis zum Beitritt in die Waffen-SS, wohingegen die Wallonen zunächst nur bei der deutschen Wehrmacht aufgenommen wurden.
Belgisch-Kongo stand hingegen auf der Seite der belgischen Exilregierung und beteiligte sich am Krieg gegen die Achsenmächte in Nord- und Ostafrika sowie in Südostasien.

### Königreich Dänemark
Dänemark wurde von Deutschland am 9. April 1940 im Zuge der Operation Weserübung überfallen und blieb bis zum Kriegsende militärisch besetzt. Die Dänen hegten große Sympathien für die Alliierten, jedoch gab es auch Unterstützung für die Achsenmächte: Die von der deutschen Besatzungsmacht bis 1943 im Amt belassene Regierung trat dem Antikominternpakt bei. Über 6.000 dänische Staatsangehörige dienten bei der Waffen-SS an der Ostfront in verschiedenen Verbänden, davon 1.500 Angehörige der deutschen Minderheit in Dänemark (Zahlen von 1941). Im August 1943 beendete die dänische Regierung die Zusammenarbeit mit der Besatzungsmacht und trat zurück. Dänemark stand fortan nur noch unter deutscher Militärverwaltung, ohne weiterhin Partner der Achse zu sein.

### Französischer Staat (Vichy-Regime)

Staatsemblem von Vichy-Frankreich

Nach der französischen Kapitulation am 22. Juni 1940 wurde Marschall Philippe Pétain zum neuen Staatschef des sogenannten Vichy-Regimes ernannt. Die Waffenstillstandsbedingungen sahen die militärische Besetzung von mehr als 50 Prozent des französischen Gebietes vor, einschließlich der Hauptstadt Paris. Pétain verlegte den Regierungssitz in den Badeort Vichy in der unbesetzten „freien“ Zone.
Großbritannien befürchtete, dass die französische Marine in deutsche Hände fallen würde und beschlagnahmte sämtliche französischen Schiffe in Häfen unter britischer Kontrolle. Bei einem britischen Angriff in Mers-el-Kébir am 3. Juli 1940 wurden mehrere französische Kriegsschiffe versenkt. Nach diesem Angriff brach das Vichy-Regime sämtliche diplomatischen Beziehungen mit Großbritannien ab und zog eine Kriegserklärung in Betracht.
Die Vichy-Regierung übte die Kontrolle über die französischen Kolonialbesitzungen aus und wurde auch von den USA und der Sowjetunion diplomatisch anerkannt. Dem standen die Forces Françaises Libres entgegen, deren Exilregierung unter Charles de Gaulle sich in London befand.
Vichy-Frankreich zeichnete den Antikominternpakt von 1941 und entsendete französische Freiwilligenkräfte an die Ostfront. Vichy-beherrschte Kolonien wurden häufig als Aufmarschgebiete für Angriffe der Achsenmächte genutzt. Japan besetzte Französisch-Indochina, das dann Ausgangspunkt der Invasion von Thailand, Malaya und Borneo war.
Streitkräfte der Briten und der Forces Françaises Libres bekämpften Vichy-treue Truppen im Völkerbundmandat für Syrien und Libanon 1941 und Madagaskar 1942, US-amerikanische Einheiten beteiligten sich Ende 1942. Die deutsche Wehrmacht besetzte 1942 Südfrankreich und die Vichy-Kolonie Tunesien, nachdem die Vichy-Verteidigungskräfte von den Amerikanern und Briten überrannt und niedergekämpft worden waren.

### Italienische Sozialrepublik
Die Italienische Sozialrepublik (Repubblica Sociale Italiana – RSI) ersetzte 1943 das Königreich Italien als Mitglied der Achsenmächte. Am 25. Juli 1943 enthob König Viktor Emanuel III. in Übereinstimmung mit dem Faschistischen Großrat Benito Mussolini seines Amtes und ließ ihn festnehmen. Italien schloss mit den Alliierten am 3. September 1943 den Waffenstillstand von Cassibile und erklärte Deutschland am 13. Oktober 1943 den Krieg.
Am 12. September 1943 befreite eine deutsche Fallschirmjägereinheit unter Otto Skorzeny Mussolini in einer spektakulären Kommandoaktion (Unternehmen Eiche).
Norditalien war von der Wehrmacht besetzt, und am 23. September 1943 rief Mussolini (ab 8. September von Hitler als Marionette eingesetzt) dort die Italienische Sozialrepublik („Duce-Italien“) aus. Dieser Staat, dessen Regierungssitz sich in Salò am Gardasee befand, schrumpfte flächenmäßig in dem Maße, in dem die Westalliierten gen Norden vorrückten. Die faschistische Republik von Salò hörte Ende April 1945 auf zu existieren, als die letzten verbliebenen deutschen Streitkräfte auf italienischem Boden sich zurückzogen oder ergaben und sie schließlich kapitulierten.

## Von Japan abhängige oder kontrollierte Länder (Auswahl)

### Königreich Thailand
Japanische Streitkräfte drangen am Morgen des 8. Dezembers 1941 auf thailändisches Gebiet vor. Anfangs leisteten die thailändischen Grenztruppen der Invasion Widerstand, jedoch befahl Feldmarschall und Premierminister Phibul Songkhram die Einstellung des Widerstandes. Am 21. Dezember 1941 wurde ein Militärbündnis mit Japan unterzeichnet, am 25. Januar 1942 folgte die thailändische Kriegserklärung an das Vereinigte Königreich und die Vereinigten Staaten von Amerika. Der siamesische Botschafter in den Vereinigten Staaten, Seni Pramoj, stellte seine Abschrift der Erklärung nicht zu. Auch wenn die Briten die Kriegserklärung erwiderten, indem sie ihrerseits Thailand den Krieg erklärten und es infolgedessen als feindliche Nation betrachteten, geschah dies bei den USA nicht. Die Seri-Thai-Bewegung entstand in dieser Zeit. Im Mai 1942 führten thailändische Streitkräfte ihre größte Offensive des Krieges durch und eroberten die Stadt Kengtung in Nordburma von der chinesischen 93. Division.
Weitere Seri-Thai-Strukturen wurden in Großbritannien und innerhalb Thailands aufgebaut. Königin Ramphaiphanee leitete die Sektion in Großbritannien, und der Regent Pridi Banomyong befehligte indirekt den weitaus größten Teil der Bewegung, den im Landesinneren, was de facto Hochverrat gleichkam. Unterstützt von Teilen des Militärs, gelang ab 1945 die Errichtung geheimer Flugplätze und Ausbildungslager und die Einschleusung alliierter Agenten.
Mit der fortschreitenden Dauer des Krieges regte sich in der thailändischen Bevölkerung Unmut über die japanische Besetzung. Im Juni 1944 trat Phibul Songkhram nach einer parlamentarischen Abstimmungsniederlage zurück. Die neue Zivilregierung versuchte, sowohl Seri Thai zu unterstützen als auch gleichzeitig ein gutes Verhältnis mit den Japanern aufrechtzuerhalten.
Nach Kriegsende verhinderte der maßgebliche Einfluss der USA, dass Thailand als Achsenmacht angesehen wurde, Großbritannien verlangte aber drei Millionen Tonnen Reis als Reparationszahlung und die Rückgabe von Gebieten der britischen Kolonie von Malaya, die während des Krieges und der Invasion annektiert worden waren. Ebenso musste Thailand annektierte Teile von Britisch-Burma, Französisch-Indochina, Französisch-Kambodscha und Französisch-Laos zurückgeben.

### Kaiserreich Manshū (Mandschukuo)
Mandschukuo war ein von Japan am 1. März 1932 errichteter Marionettenstaat in der Mandschurei. Die staatliche Unabhängigkeit Mandschukuos von China wurde vom Völkerbund nicht anerkannt, was Japan veranlasste, aus dem Völkerbund auszutreten. Das Deutsche Reich, Italien und die Neuorganisierte Regierung der Republik China unter Wang Jingwei waren die einzigen bedeutenden Länder, die den von Japan abhängigen Staat diplomatisch anerkannten. Später folgten Costa Rica, El Salvador, Burma unter Ba Maw, Thailand, die Provisorische Regierung des Freien Indien von Subhash Chandra Bose und der Vatikan. Die sowjetische Invasion der Mandschurei begann Anfang August 1945 und führte zum staatlichen Untergang von Mandschukuo. 1946 wurde das Gebiet von der Sowjetunion an die Republik China zurückgegeben.

### Nanjing-China
Während des Zweiten Sino-Japanischen Krieges 1937–1945 wurde in Nanjing am 29. März 1940 ein kurzlebiger Staat von Wang Jingwei ausgerufen, der auch das Oberhaupt der von Japan kontrollierten Marionettenregierung wurde. Die Staatsembleme der Regierung der Republik China waren denen der Republik China und des heutigen Taiwan ähnlich. Nach der japanischen Niederlage am 9. September 1945 wurde das Gebiet der Herrschaft des nationalistischen und Chiang Kai-shek-treuen Generals Ho Ying-ching übergeben.
Zusätzlich wurden von den Japanern weitere kleine „unabhängige“ oder „autonome“ Staaten oder politische Gebilde in besetzten Gebieten des chinesischen Festlands eingerichtet, von der Inneren Mongolei bis nach Guangdong. Mengjiang war einer dieser weiteren Satellitenstaaten in Nordchina. Er wurde am 18. Februar 1936 im Osten der Inneren Mongolei gegründet, seit 1942 war er formal autonomer Teil Nanjing-China. Die Autonomie des Landes war rein theoretischer Natur, da die tatsächliche politische Machtausübung in den Händen der japanischen Besatzer blieb. Mengjiangs Staatsoberhaupt von Japans Gnaden war der mongolische Prinz Demchugdongrub.

### Provisorische Regierung des Freien Indien
Die Provisorische Regierung des Freien Indien (Arzi Hukumat-e-Azad Hind) war eine Schattenregierung unter Subhash Chandra Bose. Ihr Wirkungskreis beschränkte sich auf jene Teile Indiens, die unter japanischer Kontrolle standen. Bose war ein indischer Freiheitskämpfer, der Gandhis Konzept des gewaltfreien Widerstandes nichts abgewinnen konnte.
Boses Aufstieg lagen mehrere Faktoren zugrunde:
- Indiens Armee war auch unter britischer Kolonialbesatzung größtenteils unabhängig.
- Da sich Großbritannien mit Deutschland im Krieg befand, wäre die Unterdrückung eines Aufstands problematisch gewesen.
- Der wichtigste Faktor war der japanische Vormarsch in Asien. Das Japanische Kaiserreich hatte schon 1932 die Mandschurei und später Indonesien und Vietnam in die „Unabhängigkeit“ entlassen, die Letzteren ohne jegliche Zustimmung derer europäischen Kolonialmächte.

Bose initiierte eine Massenbewegung gegen die Benutzung indischer Ressourcen und Soldaten für den Krieg und schloss mit den in Ostindien vorrückenden Japanern ein Bündnis. Bose und Anand Mohan Sahay, ein weiterer politischer Anführer, erhielten vom Chef der ultranationalistischen Geheimgesellschaft Gen’yōsha Tōyama Mitsuru und japanischen Militärberatern ideologische Unterstützung. Weitere achsen-freundliche indische Politgrößen waren Asit Krishna Mukherji, ein Freund Boses, seine Ehefrau und Wahl-Inderin Savitri Devi, der Pandit Rajwade von Pune und Rash Behari Bose, der Gründer der „Indischen Unabhängigkeits-Liga“. Bose erklärte am 21. Oktober 1943 Indien für unabhängig.
Nach der japanischen Besetzung der Andamanen und Nikobaren wurde Port Blair zur provisorischen Hauptstadt. Die „Provisorische Regierung des Freien Indien“ hielt sich bis zum 18. August 1945, als sie dann offiziell aufgelöst wurde. Während ihres Bestehens wurde sie von neun verschiedenen Staaten anerkannt: Deutschland, Japan, Italien, Kroatien unter Ante Pavelić, die Republik China unter Wang Jingwei, Thailand, Burma unter Ba Maw, Mandschukuo und die Philippinen unter dem de facto (und später auch de jure) Präsidenten José Laurel.